# Anthony Wilson
Pour les articles homonymes, voir Wilson.
Anthony Wilson, dit Tony Wilson, né le 20 février 1950 à Salford (Royaume-Uni) et mort le 10 août 2007 à Manchester, est un animateur et journaliste musical de radio et de télévision britannique, également producteur de musique et manager de nightclub. Il est le cofondateur du label Factory Records.

## Biographie
Anthony Wilson est diplômé en littérature anglaise du Jesus College (Cambridge) en 1971. Il entre dans la foulée comme reporter à Independent Television News puis s'installe à Manchester en 1973. Il y travaille comme animateur pour la chaîne régionale Granada Television, développant sa propre émission, So It Goes entre 1976 et 1977, centrée sur la culture, et plus particulièrement sur la musique. En juin 1976, il assiste à un concert des Sex Pistols dans un club mancunien, le Lesser Free Trade Hall, et les programme dans son émission. 
En mai 1978, il se lance, tout en continuant à travailler pour Granada, dans la production musicale. Il ouvre un club qu'il appelle Factory où il programme A Certain Ratio, ainsi que Vini Reilly qu'il manage, ou encore Joy Division et Cabaret Voltaire. Proche d'Alan Erasmus et de Rob Gretton, il fonde avec eux un label musical, Factory Records, qui sera porté par le succès de New Order puis des Happy Mondays. En mai 1982, Wilson, Erasmus, Gretton, le graphiste Peter Saville et le producteur Martin Hannett décident d'ouvrir un nightclub qu'ils appellent The Haçienda. Le label Factory est revendu à London Records en 1992 et le club ferme en 1997 : ainsi se terminent les années Madchester. Wilson tentera plusieurs fois de relancer Factory (F2, F3 et F4), mais sans succès. Wilson a en tout et pour tout gagné très peu d'argent durant ces années-là.
Parallèlement à ses activités musicales, Wilson présente pour ITV, l'émission d'investigation politique World in Action (en), puis, à partir de 1987, pour Channel Four, avec After Dark, la première émission britannique de débat libre.
Il meurt le 10 août 2007, âgé de 57 ans, à Manchester. Il était atteint d'un cancer du rein, et rendu au stade terminal, son cœur a lâché. Durant son traitement, ses amis de l'industrie musicale lui sont venus en aide sur le plan financier.

## Engagements et vie privée
Très éduqué, Wilson se définit comme un socialiste et un régionaliste. Il milite toute sa vie pour une assemblée indépendante représentative de l'Angleterre du Nord-Ouest.
Il s'est marié deux fois, d'abord avec Lindsay Reade, puis avec Hilary, dont un fils, Oliver. Il passe les quinze dernières années de sa vie avec Yvette Livesey, ancienne « Miss Royaume-Uni ».

## Représentation
Sa vie, et plus particulièrement son rôle dans la création du label Factory Records, a fait l'objet d'un film de Michael Winterbottom, 24 Hour Party People en 2002. Tony Wilson est alors interprété par Steve Coogan et il y fait une apparition. Le générique mentionne son rôle en tant que conseiller.
Tony Wilson, interprété par Craig Parkinson, est présent dans le film Control d'Anton Corbijn, qu'il a contribué à produire, mais il est mort peu de temps avant la sortie du film.
« Le premier cinéaste présente un infatigable dilettante, drôle et provocateur, le second montre un homme inquiet et profondément amoureux de la musique qu'il défend. Ils n'ont tort ni l'un ni l'autre. »